# Тарим
Тарим (на китайски: 塔里木河; уйгурски: تارىم دەرياسى) е река в Западен Китай, в Синдзян-уйгурски автономен регион. Дължина 1321 km (със средната съставяща я река Яркенд 2179 km, най-дългата река в Централна Азия), площ на водосборния басейн 951 500 km² (заедно с водосборните басейни на езерата Лобнор и Карабуранкьол).

## Географска характеристика

### Извор, течение, устие
За главна съставяща на Тарим обичайно се приема река Яркенд (858 km, в горното течение Раскемдаря), водеща началото си в планините на Каракорум. Голям участък от нея тече по западната и северозападната периферия на Таримската равнина, респективно пустинята Такламакан. В този долен участък на река Яркенд част от водите ѝ се губят в пясъците на пустинята. Названието Тарим реката получава след сливането на Яркенд с другите две реки Аксу (лява съставяща) и Хотан (дясна съставяща). Най-многоводна от трите е река Аксу, която осигурява около 70 – 80% от водата на Тарим. В отделни години реките Яркенд и Хотан пресъхват и не достигат до Аксу. След образуването си река Тарим тече по северната периферия на пустинята Такламакан, като голяма част от водите ѝ се губят в пясъците на пустинята или се разбиват на многочислени ръкави, образуващи безпорядъчен лабиринт от отделни корита и малки езера, разположени в ивица до 80 km, където основното корито често изменя своето местоположение. В един участък от долното си течение Тарим се сближава с течащата северно от нея река Кончедаря, с която се съединява с протоци и ръкави с периодичен отток. През годините, в които основната маса от водите на Тарим се устремяват в коритото на Кончедаря, започва запълване на пресъхващото езеро Лобнор, а в годините с обратно течение се напълва езерото Карабуранкьол, а Лобнор значително съкращава своите размери или пресъхва. В миналото в Тарим са се вливари реките Кашгар, Тизнаф и Керия, водите на които сега изцяло се отклоняват за напояване или се губят в пясъците на Такламакан.

### Хидроложки показатели
Подхранването на Тарим е смесено – снежно-дъждовно, а в горното течение и ледниково. Пълноводието на реката е от май до септември. Максимален годишен отток в средното течение (в района на селището Арал) – над 2500 m³/s. Общият годишен отток при изхода ѝ от планините е около 29 km³, а в долното течение – от 4 до 8 km³. През зимата замръзва.

### Стопанско значение
Реката е богата на риба, а в долното течение, в обраслите с тръстика брегове гнездят водоплаващи птици. Водите на реката и на нейните съставящи я реки широко се използват за напояване, основно в Яркендския, Кашгарския и Аксуйския оазиси.